# Mountain Championship 1932
Mountain Championship 1932 je bila štiriindvajseta neprvenstvena dirka v sezoni Velikih nagrad 1932. Odvijala se je 10. septembra 1932 na britanskem dirkališču Brooklands.

## Rezultati

### Dirka
| Poz | Št | Dirkač            | Moštvo    | Dirkalnik       | Krogi | Čas/Odstop |
| --- | -- | ----------------- | --------- | --------------- | ----- | ---------- |
| 1   | 1  | Malcolm Campbell  | Privatnik | Sunbeam Tiger   | 15    | 15:22      |
| 2   | 8  | Raymond Mays      | Privatnik | Invicta-Meadows | 15    | 15:38      |
| 3   | 6  | Jack Shuttleworth | Privatnik | Bugatti T51     | 15    | 15:48      |
| 4   | 7  | Dudley Froy       | Privatnik | Invicta-Meadows | 15    | 16:57      |
| Ods | 4  | Brian Lewis       | Privatnik | Talbot 105      | 3     |            |
| Ods | 5  | Aldy Aldington    | Privatnik | Frazer Nash     | 1     |            |